# الشعز (السدة)

تعديل مصدري - تعديل

الشعز هي إحدى قرى عزلة وادي حجاج بمديرية السدة التابعة لمحافظة إب، بلغ تعداد سكانها 802 نسمة حسب تعداد اليمن لعام 2004.

## التسمية
جاء في معجم ابن منظور الاسم الشعز بالهمز والجذر: شأز وبضم الالف والزاء بقوله: الشأز وهو: الموضع الكثير الحجارة وارضها غليظة وهي طين (ابن منضور - لسان العرب- ط 2 - ج5- ص 360). وبمقارنة المعنى للفظ نجده ينطبق تماما على موقع الشعز وجغرافيتها التضاريسية ͺ وما يؤكد ذلك جميع مبانيها وعمارتها من الاحجار لتوفرها طبيعيا في الموقع وارضها أيضا طين وزراعية ولا غرابة ان ابن منظور قد نقل اللفظ كما حرف واستبدل فيه حرف العين بحرف الالف المهموز نظرا لتقارب مخرج الحرفين ومعروف في بلدان ومناطق كثيرة من يستبدل العين بهمز مثل عامر- امر) أو عشرة - اشرة) خاصة في زبيد ولهذا فان اصل اللفظ شأز هو شعز وابن منظور في مؤلفة بعيد عن اليمن وموقعة سبب في ايراد اللفاظ يمنية دون حالها الاصلية كما تنطق في اليمن وباصلية المخرج للحروف (الحاير - أنور محمد يحي- تاريخ خبان وعمار- غير منشور 2014- ص 80).

## الجغرافية التاريخية والسكان
إحدى قرى وادي بنأ في مخلاف خبان من ارض حمير ͵ وهي اليوم تتبع اداريا مخافظة إب مديرية السدة عزلة حجاج الوادي ͵ تقع شمال شرق مركز المدينة (السدة) يحدها من الناحية الشمالية الشرقية قرية المنضاح ومن الناحية الجنوبية الشرقية قرية سوادة ͺ تقوم الشعز على ضفاف مجرى سيل وادي بنأ (الدلاني) وترتكز على هضبة جبلية زراعية وخصبة ساعد تكوينها الجيوليوجي في توفير ارضية خصبة وزراعية إلى جانب الاحجار والتي استغل الاهالي توفرها للعمارة وبمساكن متعددة الطوابق اشبة ما تكون حصن تحصيني بطبيعة البناء المتشابك والمتقارب بعضه ببعض͵ وموقع القرية بيضاوية الشكل ترتفع على مدينة السدة وتحيط بها اودية زراعية تعتمد على مياة المنابع والغيول ͵ لازال فيها الكثير من الماثر الحميرية منها السرداب المخفي تحت القرية والذي نعتقد بانه يمتد إلى مجرى السيل وكذلك مسميات الاماكن والحقول الزراعية جميعها تعود للفترة الحميرية بما يؤكد على تاريخها القديم إلى ما قبل الإسلام وممن يسكنها اليوم كثير من الاسر منهم ال الشعز والحشرة وذبالة والزبيدي واخرون وكذلك ال الليث منهم الدكتور رضوان الليث رئيس قسم التاريخ في جامعة صنعاء والذي يعود نسبهم إلى الشيخ على ابن الليث اللميسي المعاصر للدولة الطاهرية (الحاير - أنور محمد يحي- تاريخ خبان وعمار - 2014 م - غير منشور- ص 81). وعن الشيخ علي ابن الليث اللميسي يحدثنا صاحب مخطوطة الدولة الطاهرية عام 930 هجري تقريبا بقوله: كان علي ابن الليث ابن اخت الشيخ عسكر الحبالي صاحب حصن عهر- يقع في قرية الخربة عزلة جبل الحبالي وله اثار لليوم- والذي تبناه عندما كان طفل بعد ان قتل والده الليث ابن اللميسي وذلك عندما استولى الجلال ابن ابى المعالي الحجاجي على حصن عهر وحصن الجرادي (يسمى اليوم حيد الجرادي في عزلة عصام) في وادي بنأ͵ وبعد فتره قتل خال الليث الشيخ عسكر الحبالي واخذ في مكانه ابن اخته الشيخ علي ابن الليث اللميسي وتملك حصن عهر والجرادي (الدولة الطاهرية - مؤلف مجهول- غير محقق- ايداع دار المخطوطات صنعاء برقم 2493- ص 46).